# 中央研究院生物多樣性研究博物館
中央研究院生物多樣性研究博物館（英語：Biodiversity Research Museum, Academia Sinica，簡稱BRMAS），為隸屬於中華民國中央研究院生物多樣性研究中心之博物館，2007年3月15日成立，位於該院南港院區，包含植物標本館及動物標本館兩個展館。

## 歷史
- 1961年，植物學研究所助理研究員莊燦煬創立植物標本館，惟其赴美深造後館務停頓
- 1982年，植物研究所副研究員彭鏡毅恢復植物標本館館務運作。
- 1995年，「中央研究院植物研究所標本館」正式成立。
- 1997年4月9日，「中央研究院動物研究所標本館」正式成立。
- 2004年，生物多樣性研究中心成立，動物所及植物所將標本館典藏之標本、設備、空間及人員移交該中心。
- 2007年3月15日，生物多樣性研究中心植物標本館及動物標本館合併改制為「中央研究院生物多樣性研究博物館」[1]。

## 特色
植物標本館位於中研院溫室主控大樓（白樓）地下1樓，動物標本館則位於細胞與個體生物學研究所地下1樓及6樓。截至2020年，該館累計收藏145,000餘件植物標本及57,000餘件動物標本。該館為研究機構附設之博物館，平時僅接待學界人士或團體預約之中小學生，每年中研院院區開放日當天方對外開放。惟該館自2002年起即進行藏品數位化工作，一般大眾可透過其網站及中研院數位文化中心開放博物館「生物多樣性數位博物館」站點線上瀏覽藏品。

## 外部連結
- 中央研究院生物多樣性研究博物館 （页面存档备份，存于）
- 生物多樣性數位博物館 （页面存档备份，存于）